# Emilie Gourd

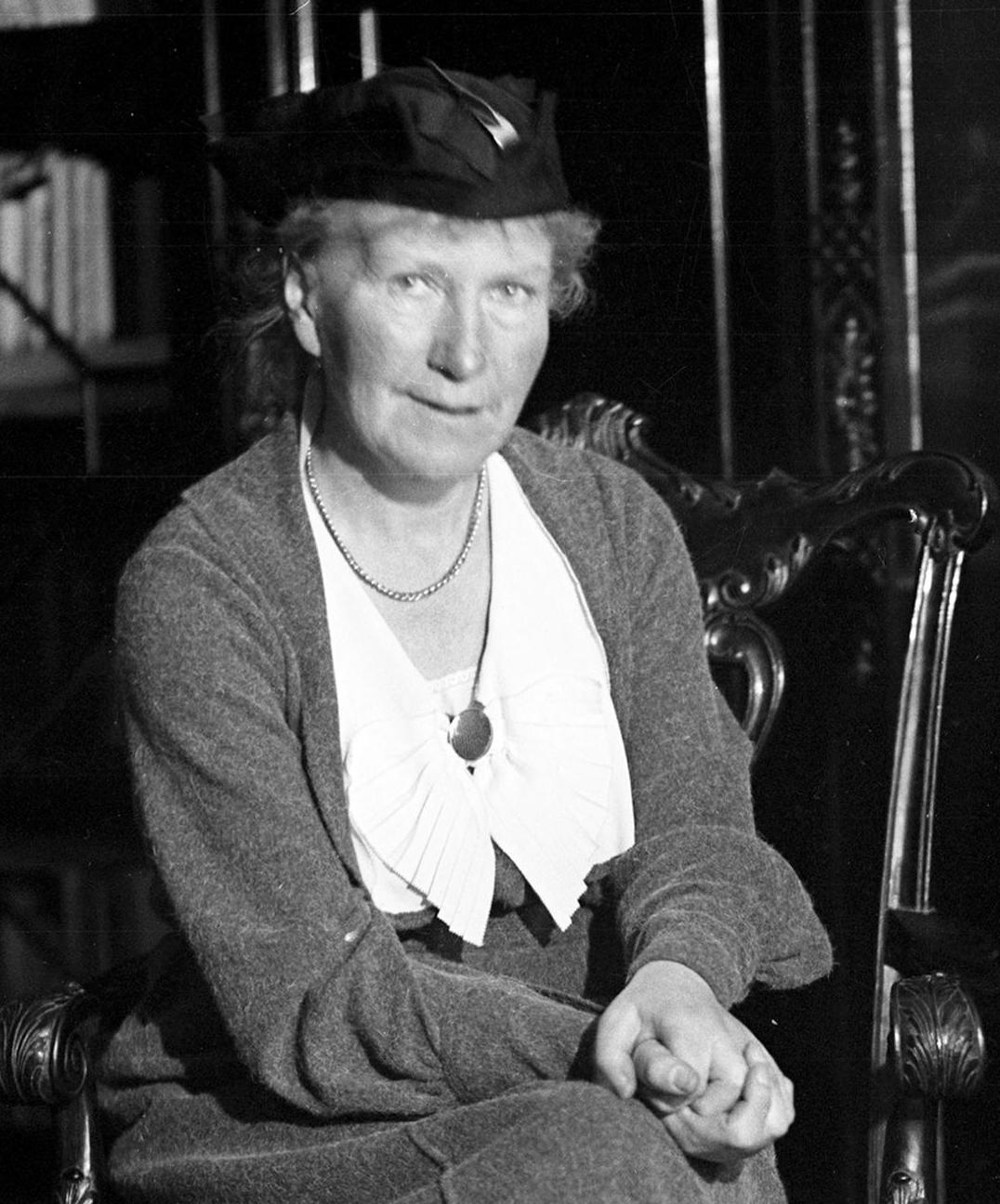
Emilie Gourd en su visita a la sede del periódico IKC ("Ilustrowany Kurier Codzienny") en Cracovia, Polonia, 1935.

Émilie Gourd, nació el 19 de diciembre de 1879 y falleció el 4 de diciembre de 1946, fue una periodista y feminista del cantón de Ginebra. Ella desempeño un rol importante en el sufragio femenino suizo y fue presidente de la Asociación Suiza de mujeres, una de las dos más importantes asociaciones de la época, de 1914 a 1928.

## Vida y Obra
Gourd es reconocida por ser una de las más prominentes figuras del Movimiento Feminista Suizo del siglo XX. Se involucró en el movimiento aproximadamente a la edad de 35 años y luego se dedicó por completo a la causa. Emilie Gourd fue particularmente activa en Geneva, donde nació, pero también extendió los derechos de la mujer por toda Suiza. Las principales causas que defendió, incluyen la educación de la mujer, igualdad salarial, prestaciones de maternidad e igualdad de oportunidades laborales .
En 1912, Gourd fundó "Le Mouvement féministe" (en español: El Movimiento Feminista), una publicación que promovía el derecho de voto para las mujeres, la educación y los derechos legales. Ella fue la redactora jefe hasta su muerte, y la publicación continuó bajo el nombre de L'Emilie, convirtiéndola en la publicación feminista más antigua de Europa. Gourd fue la presidenta de numerosas organizaciones feministas y clubes, incluyendo  el "Schweizerischer Verband für Frauenstimmrecht" (en español: Asociación Suiza para el sufragio de la Mujer), de la cual fue presidenta y luchó por el derecho de voto en Suiza desde 1914 hasta 1928. En 1923, fue elegida secretaria de la Alianza Internacional de Mujeres. Ella publicó la biografía de la americana sufragista Susan B. Anthony y editó el anuario de las mujeres Suizas.
Gourd murió en 1946, 14 años después de que el Cantón de Ginebra recibiera el derecho al voto para las mujeres.

## Fundación Emilie Gourd
Jacqueline Berenstein-Wavre Creó la Fundación Emilie en 1984 con el objetivo de continuar con el legado de la Gourd y para promover el debate feminista en Suiza.